# Plaza de la Universidad (Albacete)
La plaza de la Universidad es una plaza situada al sur de la ciudad española de Albacete. Localizada en el Campus General de Albacete, acoge importantes edificios como el Pabellón de Gobierno de la Universidad de Castilla-La Mancha en Albacete y es el centro de la vida universitaria de dicho campus de la capital.

## Historia y características
La plaza está formada por la disposición en forma de U de tres edificios universitarios: el Pabellón de Gobierno o edificio José Prat, el edificio Melchor de Macanaz y el edificio Simón Abril.
El edificio Melchor de Macanaz, situado en el lateral derecho de la plaza, es sede de las facultades de Relaciones Laborales y Recursos Humanos, Derecho y Ciencias Económicas y Empresariales. Fue culminado en 1988 y es obra de Antonio Escario Martínez, Jesús García Gil y José Luis Palencia.
El edificio Simón Abril, situado en el lateral izquierdo de la plaza, es sede de la Facultad de Educación. Proyectado por Antonio Peiró del Amo, vio la luz en 1988.
El Pabellón de Gobierno o edificio José Prat preside la plaza ejerciendo de cierre de la misma. El edificio alberga la sede de los vicerrectorados del Campus de Albacete y de Investigación, el Paraninfo Universitario, la Biblioteca General del Campus, el Comedor Universitario y la Unidad de Alumnos. Diseñado por el arquitecto Manuel Carrilero de la Torre, fue inaugurado en 1993.
La plaza cuenta con amplias zonas verdes que incluyen el parque Central, en cuyo centro se sitúa la escultura Pozo del Campus de Albacete, y jardines distribuidos alrededor de toda la plaza, en los que se encuentra el monumento a las Brigadas Internacionales.

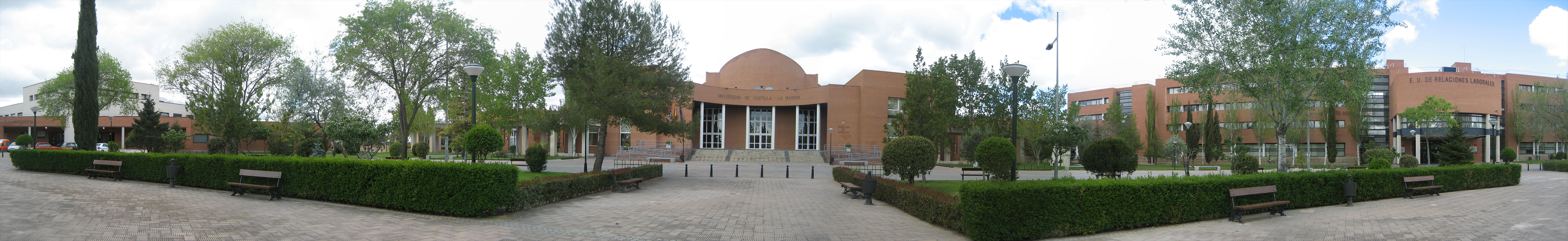
Vista panorámica de la plaza de la Universidad

Entre los edificios y el parque Central se sitúa el gran paseo peatonal con forma de U que da acceso a las distintas dependencias del campus.

## Situación
La plaza de la Universidad está situada en el Campus General de Albacete, dentro del barrio Universidad, al sur de la capital albaceteña. Limita con las calles avenida de España al este, avenida de la Mancha al sur y paseo de los Estudiantes al oeste. 
Tiene forma de U orientada al este, desde donde encuentra su acceso más importante a través de la avenida de España, a la altura de la rotonda que alberga el Pórtico de La Mancha, emblemática escultura de la ciudad de más de 10 metros de altura.